# Synodus saurus
Synodus saurus, comúnmente conocido como pez lagarto del Atlántico, es una especie de pez lagarto que vive principalmente en el Atlántico oriental.

## Información
Synodus saurus encuentra en un rango de profundidad de unos 20 metros. Esta especie es originaria de un clima subtropical. La longitud máxima registrada del pez lagarto del Atlántico como macho es de unos 40 cm. La distribución de esta especie ocupa las áreas del Atlántico Este, Marruecos, Cabo Verde, Azores, Mediterráneo, Atlántico Oeste, Bermudas, Bahamas, Antillas Menores e Islas de Sotavento. Esta especie es conocida principalmente por encontrarse en aguas insulares y sobre fondos arenosos o areno-rocosos. La dieta del pez lagarto del Atlántico incluye principalmente otras especies de peces, pero se sabe que también se alimenta ocasionalmente de otros animales. El pez lagarto del Atlántico se mantiene oculto y camuflado escondiéndose en la arena. Mientras está enterrado en la arena, esta especie revela sus ojos para poder observar a su presa y saltar cuando hay comida disponible.

## Distribución
La distribución del pez lagarto del Atlántico se extiende en la costa del océano Atlántico este desde Marruecos hasta Cabo Verde y también se encuentra en las Azores y en el mar Mediterráneo. En el oeste del atlántico se distribuye entre las Bermudas, las Bahamas und las Antillas (islas Leeward).

## Galería de imágenes

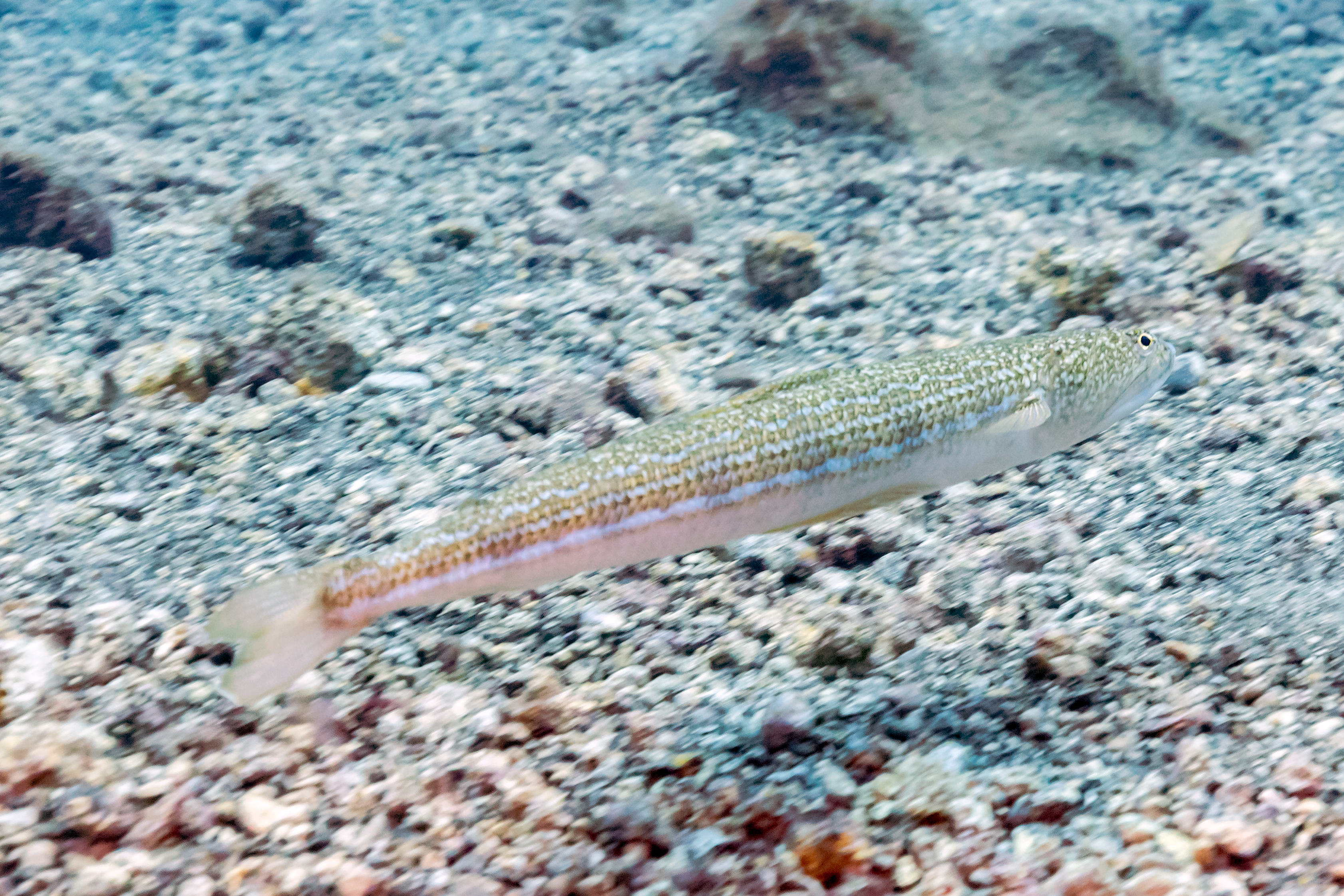
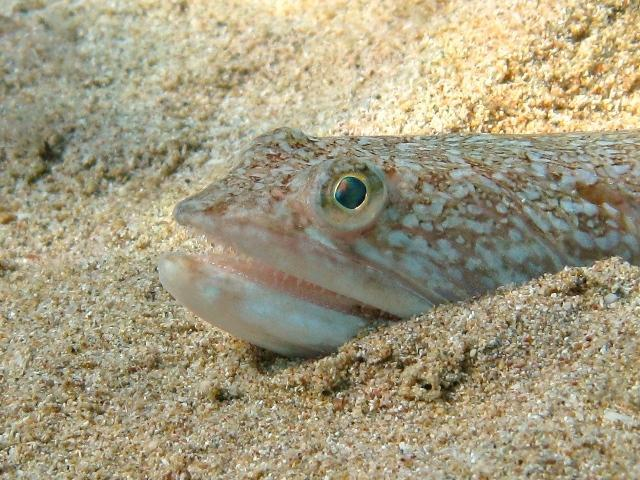
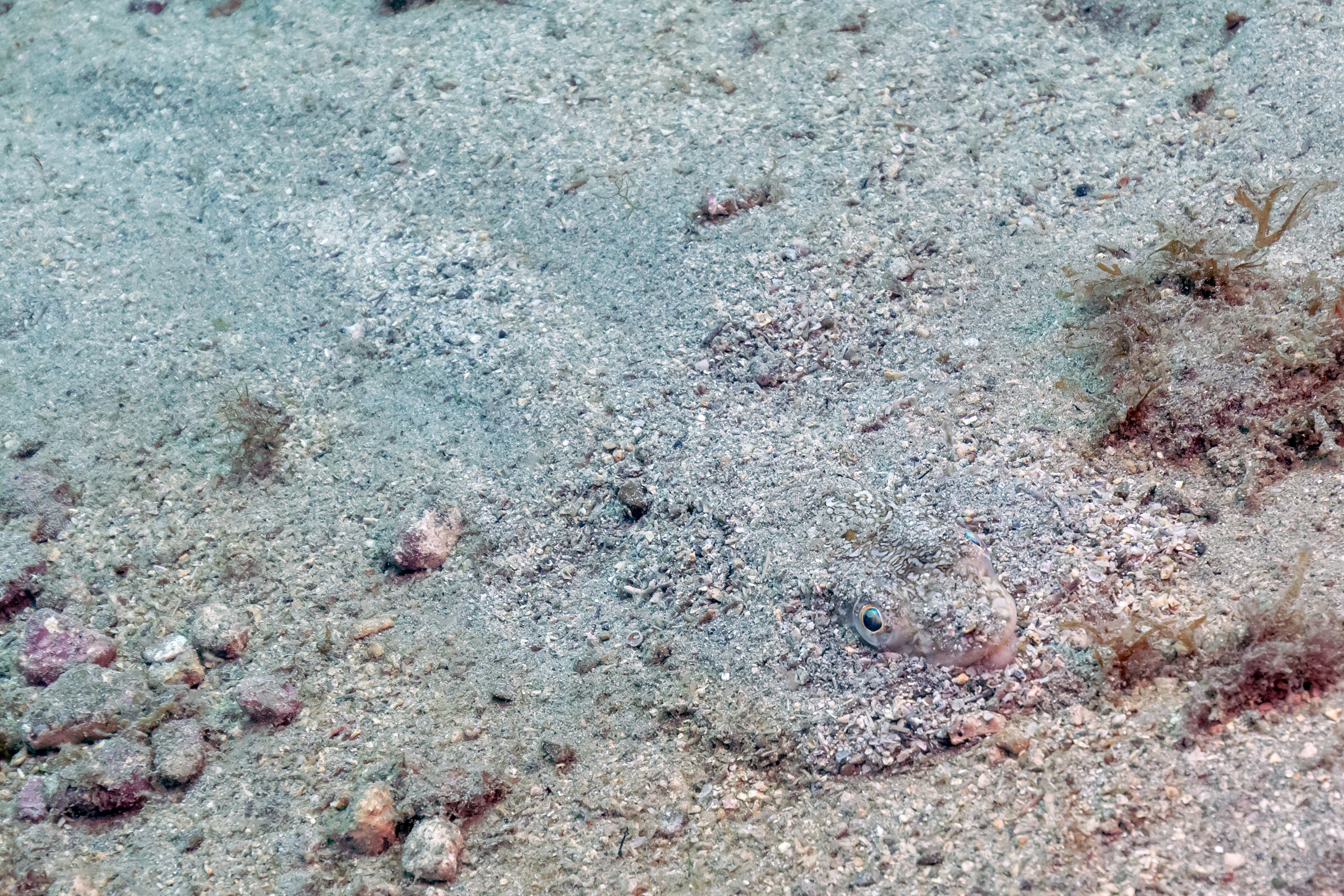
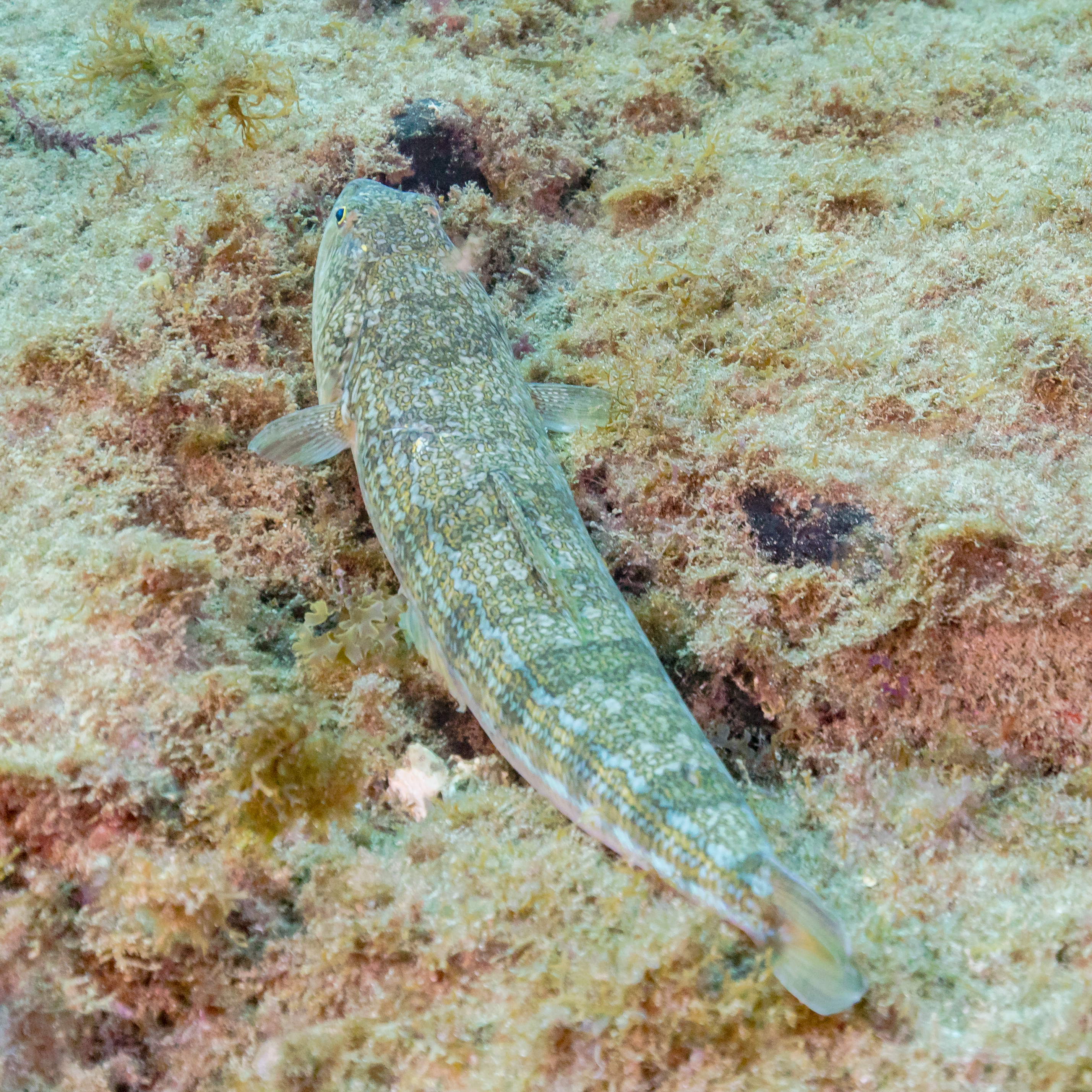